# Hrdlív
Hrdlív (en allemand : Herdliw) est une commune du district de Kladno, dans la région de Bohême-Centrale, en Tchéquie. Sa population s'élevait à 497 habitants en 2020.

## Géographie
Hrdlív se trouve à 4 km au sud de Slaný à 7 km au nord-nord-ouest de Kladno et à 30 km au nord-ouest de Prague.
La commune est limitée par Slaný au nord, par Třebichovice à l'est et au sud, et par Smečno à l'ouest.

## Histoire
La première mention écrite de la localité date de 1316.